# 待產
《待產》是史蒂芬·金所著的短篇小說，最先收錄在1989年短篇小說集《死者之書》 上，1993年，史蒂芬將故事收錄在短篇小說集《惡夢工廠》內。2005年，葛雷摩·戴托羅將其改編成動畫，在奔流城國際電影節上播放。

## 故事簡介
梅蒂住在珍妮島，是一名寡婦，她天性優柔寡斷，兩名丈夫在生時，她都是對他們唯命是從。一天，地球被外星生物入侵，中美派出聯合部隊到太空探究，但全軍覆沒，地球上陸續出現死屍復活的個案，都是外星生物所引致。梅蒂住的珍妮島也有活死人，而且梅蒂的丈夫也成為活死人，梅蒂最後都能狠下心劈開已變成骷髏的丈夫，並且決定在充滿危機的世界，滿帶希望地重新生活，擺脫過去的自己。